# Rouvres-sous-Meilly
 Rouvres-sous-Meilly  là một xã thuộc tỉnh Côte-d'Or trong vùng Bourgogne-Franche-Comté miền đông nước Pháp.